# Osteopilus
Osteopilus és un gènere de granotes de la família dels hílids que es troba a les Grans Antilles i al sud de Florida.

## Taxonomia
- Osteopilus brunneus
- Osteopilus crucialis
- Osteopilus dominicensis
- Osteopilus marianae
- Osteopilus pulchrilineatus
- Osteopilus septentrionalis
- Osteopilus vastus
- Osteopilus wilderi